# Vassyl Melechko
Vassyl Andriyovytch Melechko, en ukrainien : Василь Андрійович Мелешко, est un collaborateur et criminel de guerre ukrainien ayant pris part au massacre de Khatyn en 1943 au sein du 118e bataillon de police auxiliaire de la Schutzmannschaft.  
Lieutenant dans l'Armée rouge, Melechko est fait prisonnier dès le premier jour de l'opération Barbarossa, et brièvement emprisonné dans un camp avant de passer au service des Allemands. Au sein de sa nouvelle unité, il participe à de nombreuses exactions en Biélorussie, notamment aux côtés de la brigade Dirlewanger, l'une des unités SS les plus brutales du front de l'Est. Devant l'avancée des forces soviétiques, Melechko est amené en France avec son bataillon à l'été 1944 pour lutter contre les résistants français. Cependant, peu de temps après leur arrivée, les Ukrainiens font défection et s'engagent contre les Allemands aux côtés des résistants. Après la guerre, Vassyl Melechko sert brièvement dans la Légion étrangère française puis rentre en URSS. 
Il ne sera pas sérieusement inquiété pour ses crimes avant le milieu des années 1970, où il est retrouvé, jugé, condamné à mort et exécuté en 1975.

## Biographie

### Jeunesse
Vassyl Melechko naît en 1917 dans le village de Nyjni Sirohozy, dans le gouvernement de Tauride (aujourd'hui Oblast de Kherson, en Ukraine). Il fait des études secondaires, puis obtient un diplôme d'une école technique agricole, avec une spécialisation en agronomie. À partir de 1938, il sert dans l'Armée rouge. En 1940, Melechko est diplômé d'un cours à l'école d'infanterie de Kiev, ce qui lui permet d'atteindre le grade de lieutenant. Il est en outre membre du Komsomol à partir de 1939.

### Capture et débuts de collaboration
Lors du déclenchement de l'opération Barbarossa, Melechko sert dans un bataillon de mitrailleuse, dans lequel il est chef de peloton, dans le district fortifié de Strumyliv, sur la ligne Molotov. Dès le premier jour des combats, il se retrouve encerclé avec sa section par les Allemands dans le village de Parkhach et est fait prisonnier.  Cependant, Melechko est officiellement porté disparu pour l'Armée Rouge en septembre 1941.
Melechko est envoyé dans un camp de prisonniers de guerre à Hammelburg (l'Oflag-XIII D), où il accepte de collaborer avec les Allemands.
À l'automne 1942, après avoir reçu une formation spéciale en Allemagne, Melechko est transféré à Kiev pour servir dans les unités d'occupation. Il rejoint le 118e bataillon Schutzmannschaft composé presque exclusivement d'anciens soldats soviétiques originaires d'Ukraine et de Bucovine. L'unité avait alors déjà probablement participé aux massacres de Babi Yar l'année précédente,,.
Melechko reçoit le grade de Zugführer (en) et devient le commandant d'un peloton du 118e bataillon. Au départ, l'unité remplit seulement des fonctions de sécurité sur divers sites d'importance secondaire à Kiev.

### Exactions en Biélorussie
En décembre 1942, le 118e bataillon est transféré en RSS de Biélorussie occupée pour y mener des opérations punitives contre les partisans. Le bataillon se rend d'abord à Minsk, puis dans la ville de Plieščanicy.
De janvier 1943 à juillet 1944, Melechko et son peloton prirent part à des dizaines d'actions de « pacification », notamment les opérations Hornung (en), Draufgänger, Cottbus, Hermann (en) et Wandsbeck, qui faisaient partie de la politique de la zone morte consistant à anéantir des centaines de villages biélorusses afin de supprimer la base de soutien des partisans.
Les premières victimes du 118e bataillon furent les habitants du village de Chmelevichi, dans le Raïon de Lahoïsk. Le 6 janvier 1943, lors d'une opération punitive dans le village, 58 maisons sont pillées et brûlées, tandis que les habitants sont expulsés dans le froid hivernal, parfois sans vêtements (trois d'entre eux sont également fusillés). Lors de cette première opération, Vassyl Melechko a donné l'ordre à ses hommes de tirer sur les civils. Dès cette action, le 118e bataillon collabore avec le Sonderkommando Dirlewanger, l'une des unités SS les plus brutales du front de l'Est.
En février 1943, les membres du bataillon, après un combat avec les partisans, se vengent sur les habitants des villages de Zarechie et Koteli, dans lesquels ils tuent 16 personnes et brûlent 40 maisons.
Le 25 avril 1974, Hryhoriy Spivak, un soldat du 118e bataillon de la Schutzmannschaft déclara aux enquêteurs chargés du cas de Melechko : « D'une manière générale, notre première compagnie était la plus violente et la plus fidèle aux Allemands. La plupart de ses membres, sinon tous, étaient des nationalistes d'Ukraine occidentale. Le peloton de Melechko était une force de frappe particulière. »,.

#### Massacre de Khatyn
Le matin du 22 mars 1943, une colonne de plusieurs véhicules transportant les membres de l'état-major du 118e bataillon quitte Plieščanicy pour Lahoïsk. En chemin, le convoi essuie des tirs et tombe dans une embuscade tendue par un détachement de partisans biélorusses. Melechko est légèrement blessé à la tête lors de l'échange, mais le commandant de la première compagnie du bataillon, Hans Woellke, est quant à lui tué. Woellke est notamment connu pour avoir été le champion olympique de lancer de poids à Berlin en 1936 (il était l'un des athlètes préférés d'Hitler, qu'il connaissait personnellement),.
Peu avant l'embuscade, les membres du bataillon avaient rencontré sur la route une cinquantaine d'habitants du village de Kozyri qui coupaient des arbres dans une forêt. Furieux de sa blessure et de la mort de Woellke, Vassyl Melechko retourne vers ces bûcherons et les accuse de cacher des partisans avant d'ordonner de les amener jusqu'à Plieščanicy. Il se rend ensuite au quartier général de son bataillon pour demander des renforts. Lorsque ces derniers arrivent, les civils biélorusses prennent la fuite. Melechko et ses hommes ouvrent alors le feu, tuant 26 personnes (certains blessés étant achevés à bout portant par Melechko à la mitrailleuse). 

Le 19 novembre 1973, Ostap Knap, ancien du 118e bataillon rattrapé par la justice soviétique déclare :
Quand je suis arrivé sur le lieu de la fusillade, il y avait vraiment beaucoup de gens couchés sur la route. Tout l'endroit était trempé de sang. J'ai vu comment Ivankiv tirait avec une mitrailleuse sur les gens qui couraient se mettre à l'abri dans la forêt, et comment Katriuk et Melechko tiraient sur les gens couchés sur la route. [...] Melechko et Pankiv étaient particulièrement cruels envers les bûcherons - Melechko parce qu'il avait été blessé, et Pankiv parce qu'il voulait venger [le meurtre d'un soldat] de sa région natale.
Dans l'après-midi, les troupes du 118e bataillon et du Sonderkommando Dirlewanger encerclent le village de Khatyn, dont les habitants sont accusés d'avoir fourni un soutien aux partisans. Les Allemands et leurs supplétifs entassent toute la population (y compris les femmes, les enfants, et les vieillards) dans une grange en bois au centre du village avant d'y mettre le feu. Comme d'autres commandants, Vassyl Melechko abat des survivants tentant de fuir les flammes,. En tout, ce massacre fit 149 morts, sans compter les 26 bûcherons de Kozyri.

### Fin de la guerre
En mai 1943, Melechko participe à l'incendie d'un autre village selon les mêmes procédés qu'à Khatyn, faisant 78 morts. Pendant l'opération Cottbus, en juin, il prend part à plusieurs massacres aux alentours de la ville de Vileïka. Le bataillon brûle au cours de la même opération deux villages, Makovye et Uborok, tuant tous les habitants. 50 Juifs sont également fusillés dans le village de Kaminskaya Sloboda.
Toutefois, face aux avancées de l'Armée Rouge en 1944, le 118e bataillon doit se replier en Prusse orientale. Là, il est intégré dans la 30e division SS avec le 115e bataillon Schutzmannschaft. Melechko est alors envoyé en France, pour y mener des actions contre la résistance. Cependant, peu de temps après leurs arrivée, les hommes du bataillon se rendent compte de l'inéluctabilité de la défaite allemande et décident de faire défection. Melechko devient l'un des initiateurs de ce mouvement. Après avoir tué leurs officiers allemands, les Ukrainiens rejoignent les rangs des résistants français le 28 août avec tout leur équipement. Lors de la libération de la France, Melechko et ses hommes affrontent à plusieurs reprises les Allemands. Finalement, pour éviter d'être rapatrié en URSS, il s'engage dans la Légion étrangère, avec laquelle il sert en Afrique du Nord.

Lors de son procès, il dira :
En m'engageant dans la Légion étrangère, je ne comptais pas retourner en Union soviétique, même si je n'avais pas de projets précis pour l'avenir. Mais le service dans la Légion, les pratiques dans l'armée étrangère avec la violence [des officiers] m'ont amené à reconsidérer mes opinions. Je pensais que la défection chez les partisans français atténuerait d'une certaine manière ma culpabilité si mon service dans le 118e bataillon de police était révélé. Je n'avais moi-même pas l'intention de raconter mon service chez les Allemands.
Melechko, insatisfait de sa vie dans l'armée française, rentre finalement en Ukraine en 1945.

### Vie civile
De retour dans son pays, Melechko réussit à cacher la vérité sur son passé. Il passe avec succès les procédures de filtrage soviétiques (en) et est rétabli dans son grade au sein de l'armée. En décembre 1945, il est affecté aux forces de réserve. Il s'éloigne volontairement des lieux où il vivait avant-guerre pour s'installer dans le village de Novo-Derkulsky dans la région du Kazakhstan occidental, où il reprend sa profession d'agronome d'avant-guerre et fonde une famille.
À la fin des années 1940, Melechko décide de se rendre chez des parents de sa femme dans la région de Rostov, mais en chemin, il est arrêté à cause de ses activités pendant la guerre. Au cours de son interrogatoire, il avoue avoir collaboré avec les Allemands, mais ne dit pas qu'il a servi dans le 118e bataillon de police, préférant dire qu'il avait fait partie de l'Armée de libération ukrainienne. Il déclare que pendant son passage en Biélorussie, ses missions se limitaient à la garde des lignes ferroviaires et à quelques opérations militaires contre les partisans. Le 5 janvier 1949, il est reconnu coupable de collaboration par un tribunal militaire du district de Moscou. Condamné à 25 ans de prison et à 6 ans de perte de ses droits, Melechko purge sa peine dans un camp de travaux forcés à Vorkuta. À la fin de l'année 1955, il est cependant amnistié conformément au décret du Présidium du Soviet suprême de l'URSS du 17 septembre 1955.
Il retourne à une vie paisible dans la ferme de Kirov, dans la région de Rostov. Avec sa femme Nikol, enseignante d'Allemand dans une école locale, il a deux fils. Melechko devient l'agronome en chef d'une ferme collective portant le nom de Maxime Gorki. Au début des années 1970, sa femme décède.

### Jugement et condamnation à mort
La vérité sur le passé de Vassyl Melechko est découverte par accident au début des années 1970. C'est en effet à cette époque que paraît un article dans le journal régional Molot portant sur la ferme collective Maxime Gorki. En tant qu'agronome en chef, Melechko est interviewé et photographié, ce qui entraîne son identification.
En septembre 1974, il est arrêté et envoyé au centre de détention provisoire de la ville de Grodno. Melechko est finalement jugé par une juridiction militaire à Minsk pour ses crimes commis en Biélorussie. Lors du procès à huis clos et sans presse, des victimes des massacres de Khatyn et des villages avoisinants témoignent, tout comme d'anciens membres du 118e bataillon de police auxiliaire. Malgré tous ces témoignages, Melechko nie toute implication personnelle dans les crimes de guerre, notamment dans l'incendie de la grange de Khatyn.
Vassyl Melechko est condamné à mort par le tribunal militaire, et voit sa demande de grâce rejetée par le Présidium du Soviet suprême, compte tenu de la gravité des faits reprochés. En conséquence, il est exécuté à Minsk en 1975.

Les témoignages et documents issus du procès de Vassyl Melechko permirent à la justice soviétique de retrouver en 1985 un autre criminel de guerre ukrainien du 118e bataillon, Hryhoriy Vasiura (en). Ce dernier, qui était chef d'état-major du bataillon au moment du massacre de Khatyn, en fut le principal initiateur. Lors de son propre procès, Vasiura qualifiera ainsi Vassyl Melechko et le 118e bataillon : 
C'était une bande de bandits, pour qui l'essentiel était de voler et de boire. Prenez [par exemple] le chef de section Melechko - un officier soviétique et un vrai sadique, il était littéralement enragé par l'odeur du sang... Ils étaient tous des ordures parmi les ordures. Je les détestais !